# Высотины
Высотины — опустевшая деревня в Котельничском районе Кировской области в составе Котельничского сельского поселения.

## География
Территория бывшей деревни располагается у западной границы деревни Роминская к югу от дороги на село  Александровское.

## История
Была известна с 1763 года как починок Антоновский при речке Даравице с 9 жителями. В 1873 году здесь (деревня Антоновская или Высотины) было отмечено дворов 3 и жителей 24, в 1905 8 и 51, в 1926 (деревня Высотины или Антоновский) 10 и 41, в 1950 4 и 24, в 1989 проживал 1 человек. Настоящее название утвердилось с 1939 года. Ныне фактически представляет собой урочище.

## Население
Постоянное население не было учтено как в 2002 году, так и в 2010.